# 10151 Rubens
10151 Rubens (1994 PF22) là một tiểu hành tinh vành đai chính được phát hiện ngày 12 tháng 8 năm 1994 bởi E. W. Elst ở Đài thiên văn Nam Âu. Nó được đặt theo tên the painter Peter Paul Rubens.